# Баньо-Виньони
Баньо-Виньони (итал. Bagno Vignoni) — населённый пункт коммуны Сан-Квирико-д’Орча, Тоскана, Италия.
Древняя деревня Баньо-Виньони расположена в самом сердце Тосканы, в природном парке Валь д’Орча. Благодаря проходившей здесь Дороге франков здесь был найден геотермальный источник, использующийся со времён Древнего Рима. В центре деревни находится "Площадь источников", прямоугольный бассейн постройки XVI века, в который бьёт источник из подземного водоносного горизонта вулканического происхождения. Как свидетельствуют многочисленные археологические находки, со времён этрусков и римлян спа Баньо-Виньони принимала видных деятелей, таких как папа Пий II, Екатерина Сиенская, Лоренцо Великолепный и многих других, избравших деревню для курортного отдыха.
Особенностью Баньо-Виньони, кроме термальных вод, является также его структура, практически нетронутая с тех пор, несмотря на многочисленные войны, разруху и пожары, которые охватывали территорию Валь д’Орча в средние века. На берегу бассейна находится древняя церковь Иоанна Крестителя (итал. Chiesa di San Giovanni Battista a Bagno Vignoni).
От Баньо-Виньони можно легко добраться до соседних исторических центров — Пьенца и Монтальчино, и области Валь д’Орча, объекта Всемирного наследия, в том числе до парка горы Амиата.
Зимой 1982 года в деревне проводились съёмки художественного фильма «Ностальгия» режиссёра Андрея Тарковского. Режиссёр жил в номере гостиницы, окно которого выходило в шахту недостроенного лифта. Потом этот номер станет съёмочной площадкой фильма. Финальная сцена фильма снята в бассейне, спущенном для ремонта.

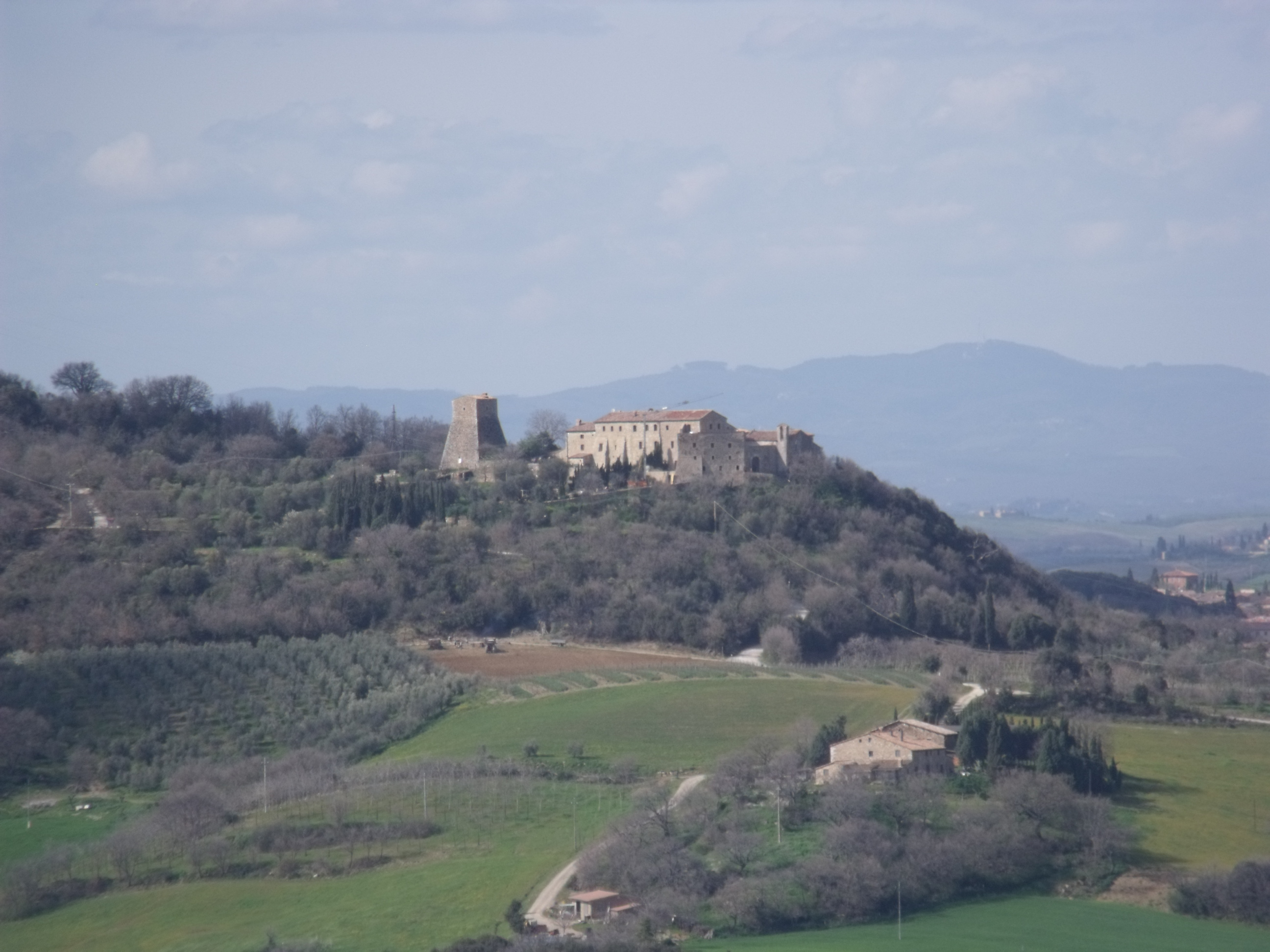
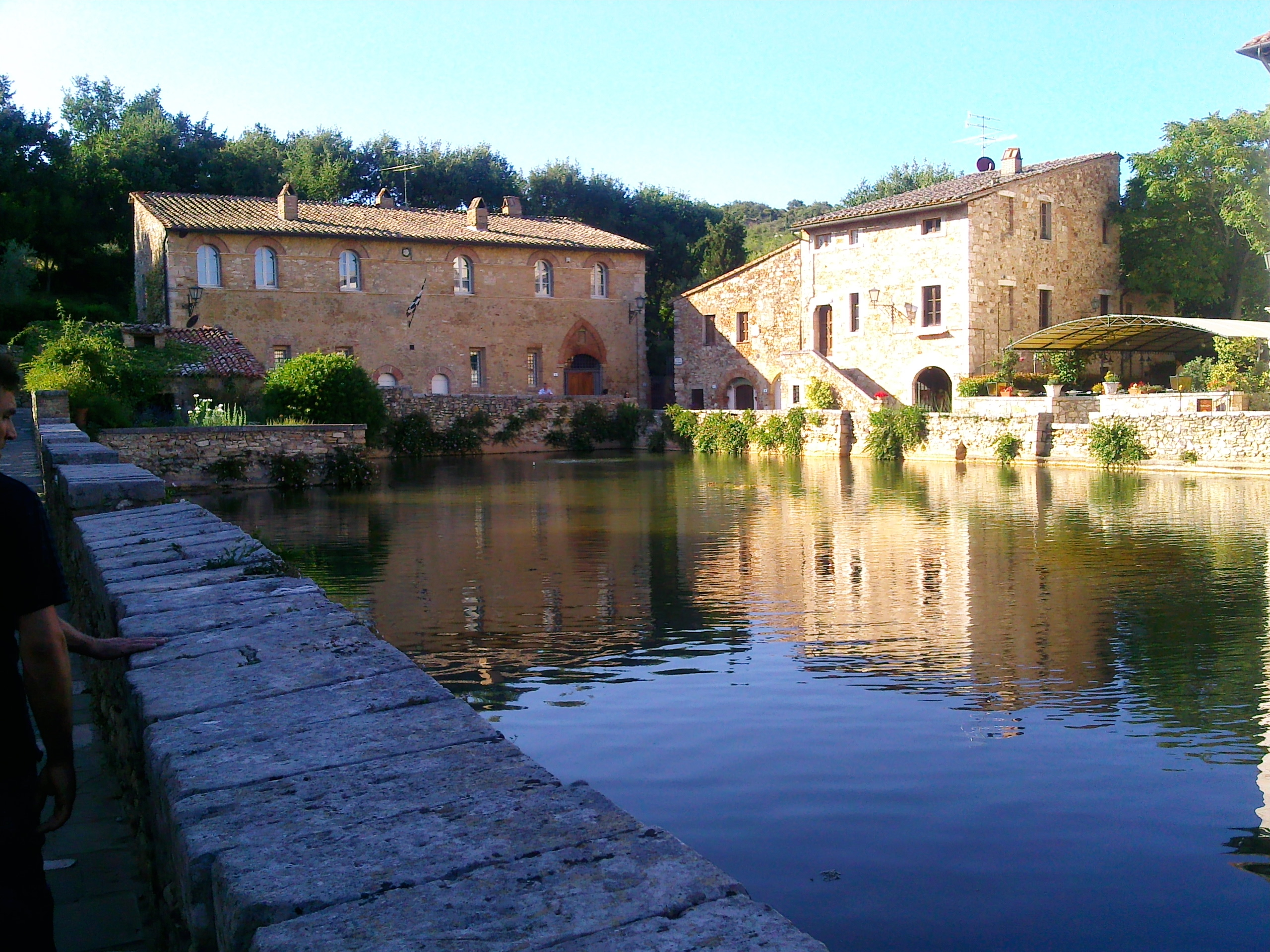
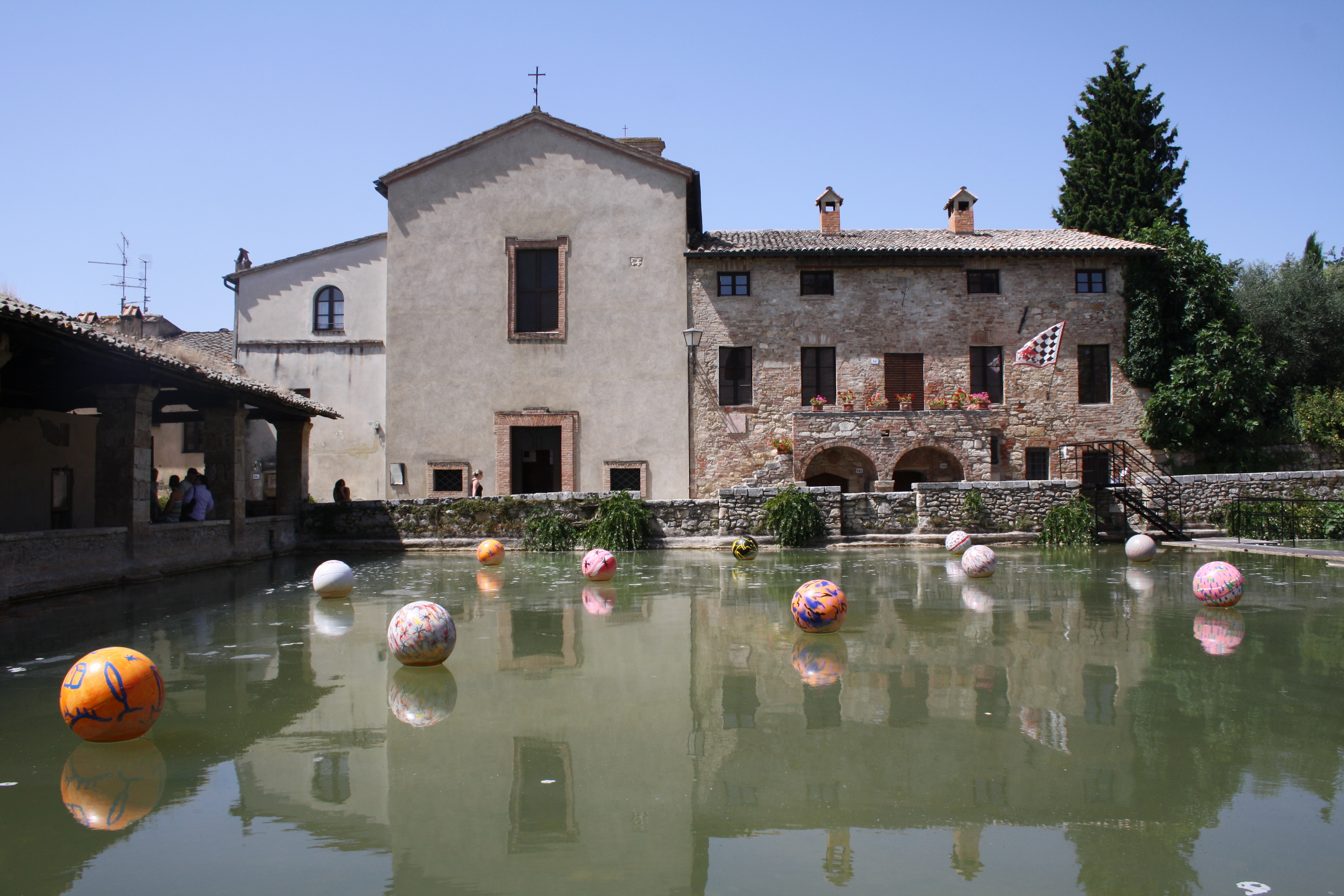
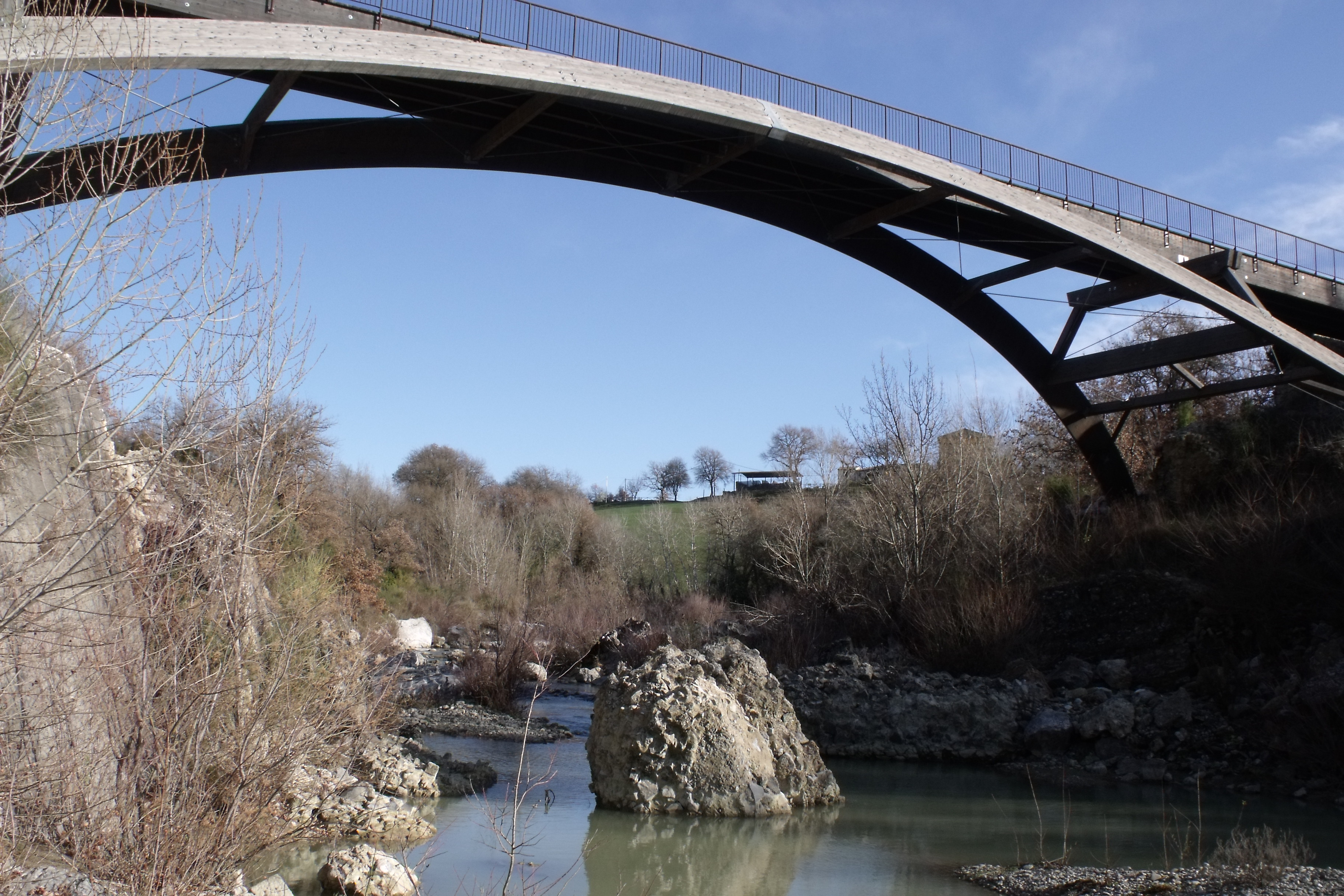
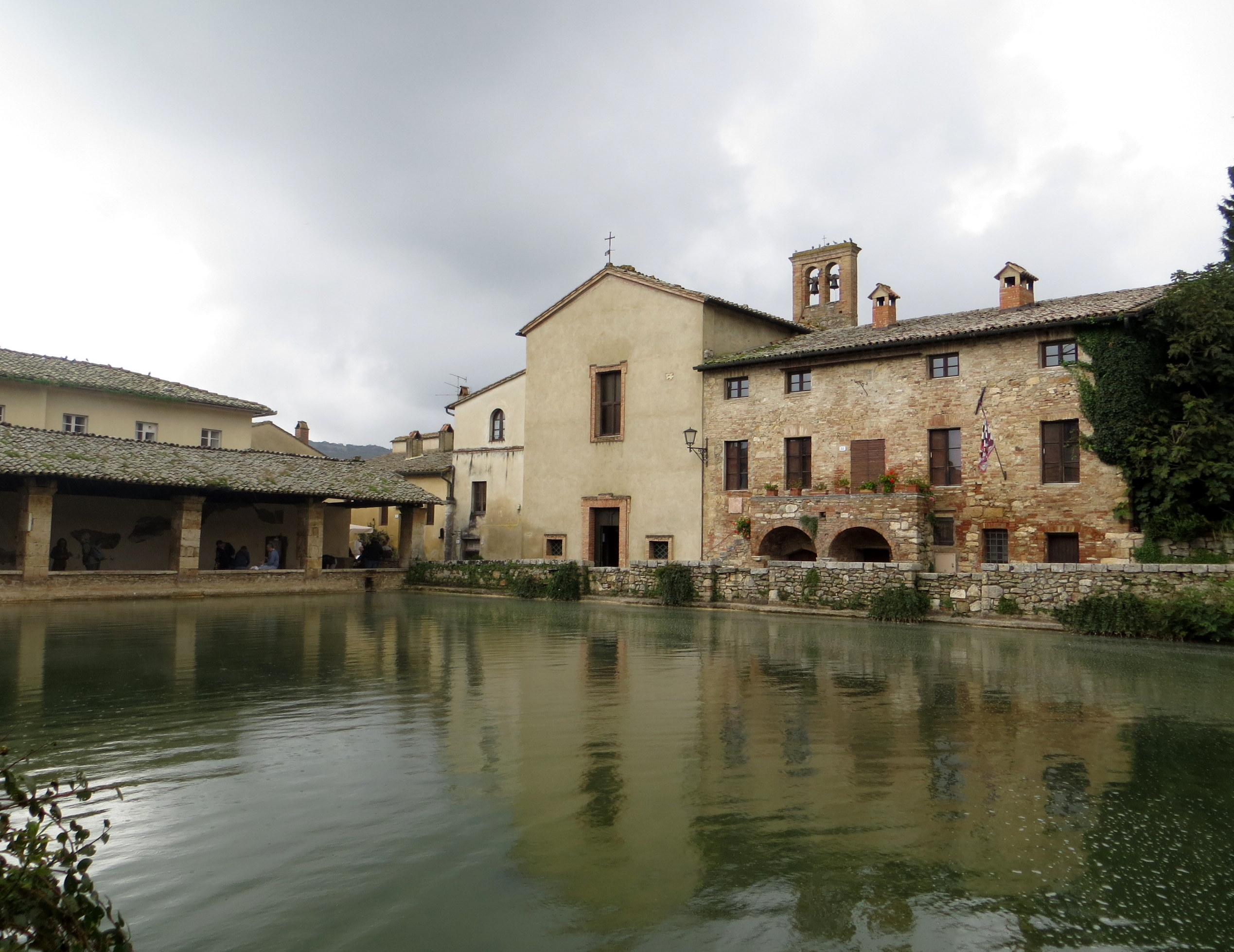
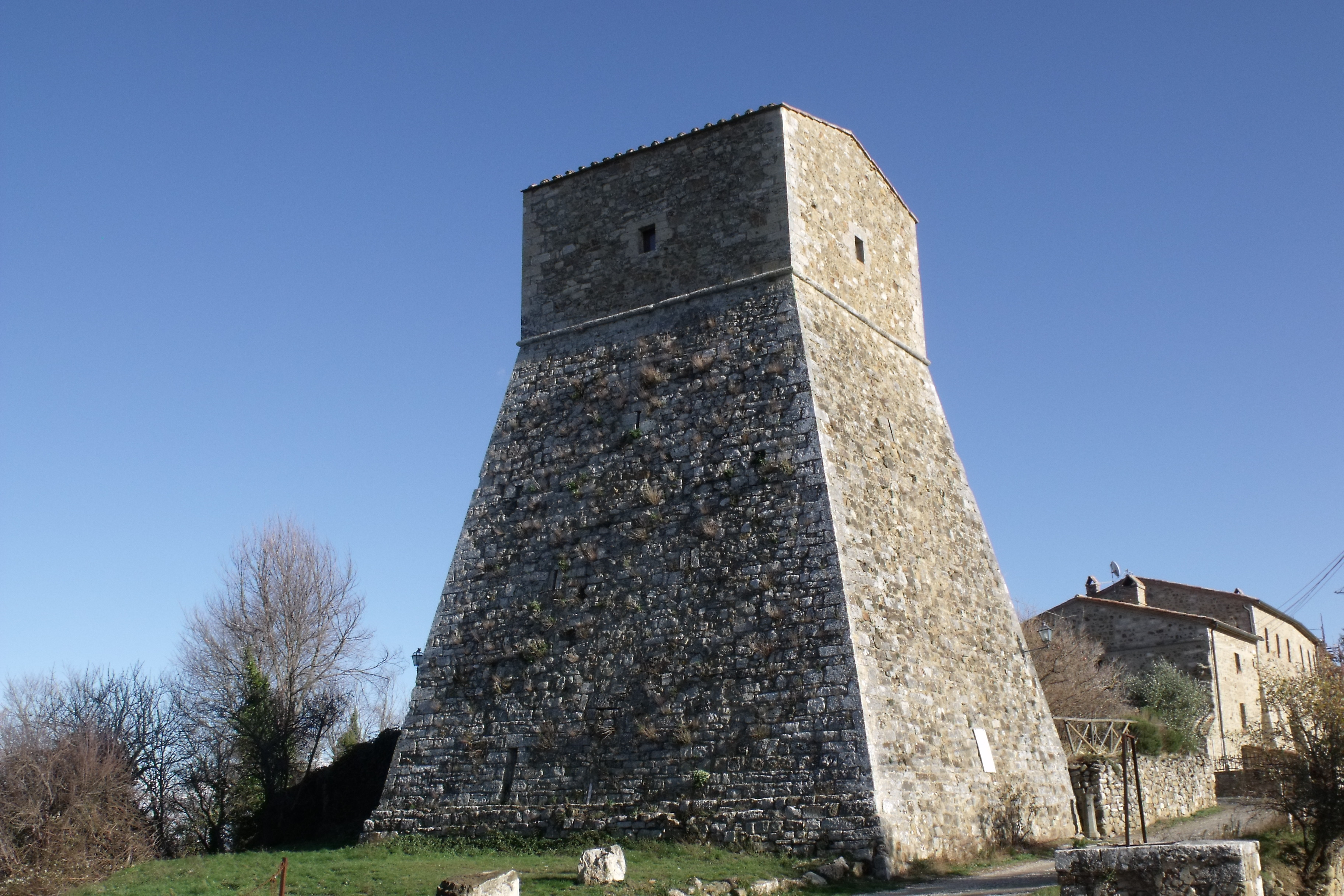